# Dziady (Topola)
Dziady – część wsi Topola w Polsce, położona w województwie świętokrzyskim, w powiecie kazimierskim, w gminie Skalbmierz.
W latach 1975–1998 Dziady administracyjnie należały do województwa kieleckiego.